# Archélaos de Cappadoce
Pour les articles homonymes, voir Archélaos.
Archélaos de Cappadoce est roi de Cappadoce de 36 av. J.-C. à 17 ap. J.-C. et un roi d'Arménie Mineure à partir de 20 av. J.-C.

## Origine
Archélaos Philopatris Ktistēs Sōtēr est le second fils d’Archélaos, grand-prêtre de Bellone du sanctuaire de Comana de 55 à 47 av. J.-C., et d’une dénommée Glaphyra, célèbre par sa beauté. Le père et homonyme de cet Archélaos, Archélaos de Comana, avait tenté de régner sur l’Égypte avec son épouse Bérénice IV. Le père du précédent, également nommé Archélaos, était le célèbre général de Mithridate VI.

## Client de Rome
En 36 av. J.-C., Archélaos est nommé roi de Cappadoce par Marc Antoine, en remplacement d'Ariarathe X de Cappadoce, le dernier représentant de la famille du roi de Cappadoce client de Rome Ariobarzane Ier Philoromaios. Marc Antoine aurait été l'amant de sa mère, la « courtisane » Glaphyra, en 41 av. J.-C.. En témoignage de sa reconnaissance, il fournit des troupes à Marc Antoine pour ses malheureuses expéditions contre les Parthes.
Archélaos n'abandonne le parti de son bienfaiteur que lors de la bataille d'Actium, ce qui lui vaut de n'être confirmé dans ses domaines par Octave qu'en 20 av. J.-C. Il obtient néanmoins alors une partie de la Cilicie et l'Arménie Mineure.
Il aide Tibère à établir en Arménie Tigrane V Hérode, le fils de sa fille Glaphyra et d'Alexandre, un fils du roi de Judée Hérode Ier le Grand. Archélaos s'attire toutefois la rancune de Tibère qui lui reproche d'avoir été un fidèle du jeune Caius Julius Caesar Vipsanianus, le premier héritier d'Auguste mort en 4 ap. J.-C..
Archélaos a épousé après 8 ap. J.-C. Pythodoris de Trallès, la veuve de Polémon Ier du Pont, qui gouvernait ce royaume vassal de Rome au nom de ses enfants mineurs. Cette alliance entre deux souverains clients génère la méfiance de Rome.
Archélaos fut sensible aux conquêtes d'Alexandre le Grand (ainsi que son protecteur Marc Antoine), qui avait conquis son royaume. Le roi en fit une description géographique, perdue, numérotée FGrH 123, mentionnée par Pline (Histoire Naturelle, I, 37).
À la suite de difficultés avec ses sujets, Archélaos est convoqué à Rome et doit répondre devant le Sénat pour avoir suscité des troubles dans ses États. Il n'est pas condamné mais Tibère le fait emprisonner et il meurt en 17 ap. J.-C. après un règne de 52 ans. La Cappadoce est alors transformée en province romaine.

## Descendance
- Sa fille Glaphyra, née d'une princesse arménienne inconnue[5] est l’épouse du prince Alexandre-Hérode, un des deux fils du roi Hérode Ier le Grand et de Mariamne l'Hasmonéenne, exécuté par son père. Elle est la mère du roi d’Arménie Tigrane V Hérode et d’un prince Alexandre, lui-même père du roi Tigrane VI d’Arménie[6].
- Un de ses fils règne sous le nom d’Archélaos II sur un royaume réduit à la Cilice Trachée avec Derbé et Laranda de 17 jusqu'à sa mort en 36 ap. J.-C.[7].